# 方里镇 (长垣市)
方里乡，是中华人民共和国河南省新乡市长垣市下辖的一个乡镇级行政单位。

## 行政区划
方里乡下辖以下地区：
方南村、翟町村、葛堂村、王庄村、雷店村、邢寨村、翟寨村、方东村、方西村、郭寨村、张庄村、三娘寨村、董营村、吕庄村、前瓦屋村、后瓦屋村、王寨村、铁炉村、苏庄村、黄村、邵寨村、西李村、周庄村、陈庄村、新楼村、文庄村、刘庄村和户固村。